# Bambusiphila
Bambusiphila là một chi bướm đêm thuộc họ Noctuidae.